# Comté de Wambo
Le comté de Wambo est une zone d'administration locale dans les Darling Downs au sud-est du Queensland en Australie. Le siège du conseil est à Dalby.
Le comté entoure totalement la ville (« town ») de Dalby, une autre zone d'administration locale qui a elle aussi Dalby comme siège local du conseil.
Le comté comprend les villes de :
- Jandowae ;
- Bell ;
- Kaimkillenbun ;
- Jimbour ;
- Warra.